# 宮之澤車站
宮之澤車站（日语：／ Miyanosawa eki */?）是一位於日本北海道札幌市西區宮之澤1条1丁目，隸屬於札幌市交通局的地下鐵車站。宮之澤車站是札幌市營地下鐵東西線的西端起點站，車站編號T01。

## 車站構造
1面2線的島式月台。

### 月台配置
| 月台 | 路線   | 目的地           |
| ---- | ------ | ---------------- |
| 1、2 | 東西線 | 大通、新札幌方向 |

## 相鄰車站
札幌市營地下鐵
 東西線
宮之澤（T01）－發寒南（T02）
1. ↑  鉄道ジャーナル (鉄道ジャーナル社). 1999-04, 33 (5): 90. 缺少或|title=为空 (帮助)